# Західний вибір
Західний вибір - російська політична партія ліберального спрямування. Повне найменування - Політична партія «Західний вибір». Заснована ліберальними політиками Валерією Новодворською і Костянтином Боровим.

## Діяльність
Партія виступає в жорсткій опозиції режиму В. Путін. Підтримує країни колишнього СРСР, такі як Грузію, Україну, країни Балтії, що вибрали європейський шлях розвитку.

## Структура
Голова партії - Костянтин Боровий.
Оргкомітет партії розташований у Москві. Поштова адреса: Москва, 127051, а / я 4.
Зареєстровані регіональні відділення в Костромській і Липецькій області.